# Martin Nodell
Martin Nodell (Filadelfia, Pensilvania, 15 de noviembre de 1915 - Waukesha, Wisconsin, 9 de diciembre de 2006) fue un dibujante de cómics y artista comercial estadounidense. Es principalmente conocido por ser el creador del superhéroe de la Edad de Oro Green Lantern, Alan Scott . Algunos de sus trabajos aparecieron con el seudónimo de Mart Dellon.

## Biografía

### Primeros años
Nacido en Filadelfia, Nodell asistió al Art Institute of Chicago. En los años 30 se mudó a Nueva York donde asistió al Pratt Institute.
Comenzó su carrera como ilustrador en 1938 trabajando como freelancer. En 1940 le mostró varios trabajos a Sheldon Mayer, editor de All-American Publications, una de las tres compañías que finalmente se fusionaron en la actual DC Comics. Nodell estaba interesado en conseguir un trabajo fijo así realizó diseños para un nuevo personaje que acabaría convirtiéndose en el Linterna Verde de la Edad de Oro. Según su obituario en Newsday fue un viaje en metro en Manhattan lo que inspiró a Linterna Verde, mientras estaba viajando a su casa en Brooklyn en 1940 Nodell se fijó en un empleado agitando una linterna en las vías. Unió estas imágenes con un anillo mágico (de forma semejante a el Anillo del Nibelungo de Wagner) y así nació el héroe.
Nodell afirmó que obtuvo el nombre por el hombre en las vías que agitaba una linterna que cambiaba del rojo al verde. Se inspiró en la mitología griega para crear un traje colorido e interesante. Se lo presentó a Max Gaines y después de que éste afirmara que le gustaba, se puso a trabajar en las primeras páginas. Entonces llamaron a Bill Finger para que le ayudara, con el que trabajaría durante siete años.
La primera aventura, dibujada por Nodell (como Mart Dellon) y guionizada por Bill Finger, apareció en All-American Comics Nº16 (julio de 1940). Nodell continuó usando el seudónimo hasta al menos el All Star Comics Nº2 (otoño 1940). Él afirmó que usó el seudónimo ya que los cómics eran literatura prohibida y culturalmente inaceptable, no era algo de lo que pudieras estar orgulloso. Nodell realizó los lápices y casi siempre entintó las historias de Linterna Verde en All-American y All Star hasta que el personaje obtuvo su propia serie, teniendo el primer número fecha de portada de julio de 1941. Continuaría hasta el número 25 (mayo de 1947), dibujando las portadas de forma muy esporádica, y sería sustituido por varios dibujantes como Howard Purcell, Irwin Hasen o Alex Toth.

### Capitán América y Pillsbury Doughboy
Nodell dejó All-American en 1947 y se unió a Timely Comics, el precursor de los años 30 y 40 de Marvel Comics, donde dibujó historias de posguerra del Capitán América, la Antorcha humana y Namor. Su trabajo allí raramente fue firmado, haciendo difícil su identificación, aunque algunos historiadores del cómic han confirmado que Nodell dibujó dos portadas muy conocidas: El primer número de Marvel Tales, la renovación de la serie insignia de terror de Timely Marvel Mystery Comics; y el penúltimo número (Nº74) del cómic del Capitán América, que en sus dos últimos números se orientó al terror como Captain America's Weird Tales.
En 1950 Nodell dejó los cómics para trabajar en publicidad, uniéndose a la Agencia Leo Burnett como director artístico. En 1965 su equipo de diseño desarrolló a Pillsbury Doughboy, la mascota de la compañía panadera Pillsbury. Nodell se retiró en 1976 y sus únicos trabajos conocidos en el cómic mientras estuvo en la agencia son la realización de los lápices de la historia "The Glistening Death" en el one-shot de Avon Comics City of the Living Dead (1952), que sería reimpreso dos décadas más tarde en la revista de cómic de terror de Skywald Psycho Nº1 (enero de 1971); y "Master of the Dead" en Eerie Nº14 (1951) de Avon, reimpresa en Nightmare Nº1 (diciembre de 1970) de Skywald. 
En los años 80 Nodell envió nuevos trabajos a DC, que le llevó a ser redescubierto por los aficionados al cómic. Sus primeros trabajos incluyeron una sección de 13 páginas de puzles y actividades en Super Friends Special Nº1 (diciembre de 1981), y dibujar a Arlequín en Who's Who: The Definitive Directory of the DC Universe Nº10 (diciembre de 1985). Su último trabajo para DC apareció en Green Lantern Nº19 (diciembre de 1991), en dónde se pudo ver su última ilustración publicada del Linterna Verde de la Edad de Oro Alan Scott. Cinco años después, a sus 80 años, Nodell realizó los lápices de la adaptación de la historia de Harlan Ellison "Gnomebody" de diez páginas, guionizada por John Ostrander y Ellison, y entintada por Jed Hotchkiss para el cómic Harlan Ellison's Dream Corridor Quaterly Nº1 (agosto de 1996) de Dark Horse Comics.
Nodell residía en West Palm Beach, Florida. Su última muestra artística fue en Detroit, Míchigan en mayo de 2006. Nodell murió en una residencia de ancianos en Muskego, Wisconsin de causas naturales, casi un mes después de haber cumplido 91 años.

### Vida personal
Nodell conoció a su futura mujer, Carrie, en Coney Island en octubre de 1941. Se casaron dos meses más tarda y después se mudaron a Huntington, Long Island con Simon, el hermano de Nodell, un ingeniero de Republic Aviation. Carrie Nodell murió a principio del 2004 después de 63 años de matrimonio. Tuvieron dos hijos: Spencer, que vivía en Waukesha, Wisconsin en la época en que murió su padre, y Mitchell. Los Nodell tuvieron seis nietos y tres biznietos.